# سجاد ایمن‌طلب
سجاد ایمن‌طلب فومنی (زاده ۹ تیر ۱۳۷۷ در بابلسر) که به سجاد ایمن‌طلب معروف است، کشتی‌گیر فرنگی‌کار ایرانی است.
از افتخارات وی می‌توان به کسب مدال نقره مسابقات قهرمانی کشتی آسیا ۲۰۲۳ اشاره کرد.

## فعالیت حرفه‌ای ورزشی

### زیر ۲۳ سال جهان ۲۰۲۱
در وزن ۶۷ کیلوگرم سجاد ایمن‌طلب پس از استراحت در دور نخست در دور دوم با نتیجه ۵ بر ۳ مقابل الکساندر لیاوونچیک از بلاروس مغلوب شد و با توجه به راهیابی این کشتی‌گیر به دیدار پایانی، به گروه شانس مجدد راه یافت. ایمن طلب در این گروه با نتیجه ۳ بر یک از سد حاجی کاراکوش از ترکیه گذشت و به دیدار رده‌بندی راه یافت. وی در این دیدار در مصاف با دیوید دیمیتروف از بلغارستان با نتیجه ۲ بر صفر پیروز شد و به مدال برنز دست یافت.

### قهرمانی آسیا ۲۰۲۳
در وزن ۷۲ کیلوگرم، سجاد ایمن‌طلب پس از استراحت در دور نخست، در دور دوم و در مرحله یک چهارم نهایی با نتیجه ۶ بر یک ویکاس دلال از هند را از پیش رو برداشت و به مرحله نیمه نهایی راه یافت. وی در این مرحله با نتیجه ۹ بر صفر مقابل جیان تان از چین به پیروزی رسید و به دیدار فینال راه یافت. ایمن طلب در دیدار پایانی با نتیجه ۵ بر ۲ مغلوب ابراگیم ماگومادوف از قزاقستان شد و به مدال نقره دست یافت.